# Lista de países da América do Sul

América do Sul

A tabela expõe informações sobre países da América do Sul e dependências, incluindo suas capitais, línguas oficiais, moedas, população, área e PIB per capita em PPC. A lista de 12 países e 3 territórios ultramarinos na América do Sul é baseada no geoesquema das Nações Unidas para as Américas.
A América do Sul é cercada a oeste pelo Oceano Pacífico e a norte e leste pelo Oceano Atlântico. A América do Norte e o Mar do Caribe ficam a noroeste. América do Sul tem uma área de aproximadamente 17.840.000 quilômetros quadrados, quase 3,5% da superfície da Terra. Em 2021, sua população é maior que 437 milhões de habitantes, de acordo com as estimativas no United Nations. A América do Sul ocupa o quarto lugar entre todos os continentes em área (depois de Ásia, África e América do Norte) e o quinto lugar em população (depois de Ásia, África, Europa e América do Norte).
Esses dados não estão atualizados para 2021.

## Países
| Bandeiras | Nome                                   | Nome oficial (em português)             | Sistema de governo                    | Capital          | Língua(s) oficial(is)            | Notas         | Bandeira do Estado/Reversa |
| --------- | -------------------------------------- | --------------------------------------- | ------------------------------------- | ---------------- | -------------------------------- | ------------- | -------------------------- |
|           | Argentina                              | República Argentina                     | República Federativa Presidencialista | Buenos Aires     | Espanhola                        | [ 3 ] [ 4 ]   |                            |
|           | Bolívia                                | Estado Plurinacional da Bolívia         | República                             | La Paz, Sucre[B] | Espanhol, Língua quíchua, Aimará | [ 5 ]         |                            |
|           | Brasil                                 | República Federativa do Brasil          | República Federativa Presidencialista | Brasília         | Português                        | [ 6 ]         |                            |
|           | Chile                                  | República do Chile                      | República                             | Santiago[C]      | Espanhol                         | [ 8 ]         |                            |
|           | Colômbia                               | República da Colômbia                   | República Presidencialista            | Bogotá           | Espanhol                         | [ 9 ]         |                            |
|           | Equador                                | República do Equador                    | República Presidencialista            | Quito            | Espanhol                         | [ 10 ]        |                            |
|           | Ilhas Malvinas                         | Ilhas Falklands                         | Território do Reino Unido             | Porto Stanley    | Inglês                           | [ 11 ]        |                            |
|           | Ilhas Geórgia do Sul e Sandwich do Sul | Ilhas Geórgia do Sul e Sanduíche do Sul | Território do Reino Unido             | Grytviken        | Inglês                           | [ 12 ]        |                            |
|           | Guiana Francesa                        | Guiana Francesa                         | Departamento Ultramarino da França    | Caiena           | Francês                          | [ 13 ] [ 14 ] |                            |
|           | Guiana                                 | República Cooperativa da Guiana         | República Semipresidencialista        | Georgetown       | Inglês                           | [ 15 ] [ 16 ] |                            |
|           | Paraguai                               | República do Paraguai                   | República                             | Assunção         | Espanhol, Guarani                | [ 17 ] [ 18 ] | Borda                      |
|           | Peru                                   | República do Peru                       | República Presidencialista            | Lima             | Espanhol, Língua quíchua[G]      | [ 19 ] [ 20 ] |                            |
|           | Suriname                               | República do Suriname                   | República parlamentarista             | Paramaribo       | Holandês                         | [ 21 ]        |                            |
|           | Uruguai                                | República Oriental do Uruguai           | República Presidencialista            | Montevidéu       | Espanhol                         | [ 22 ]        |                            |
|           | Venezuela                              | República Bolivariana da Venezuela      | República Federal Presidencialista    | Caracas          | Espanhol[H]                      | [ 23 ]        |                            |

## Demografia e Geografia
| Nome                | Área          | População (2020 est.) | Mapa | Notas         |
| ------------------- | ------------- | --------------------- | ---- | ------------- |
| Argentina           | 2 766 890 km² | 45 196 000            |      | [ 3 ]         |
| Bolívia             | 1 098 580 km² | 11 673 000            |      | [ 5 ]         |
| Brasil              | 8 510 417 km² | 212 559 000           |      | [ 6 ]         |
| Chile               | 756 950 km²   | 19 116 000            |      | [ 8 ]         |
| Colômbia            | 1 138 910 km² | 50 883 000            |      | [ 9 ]         |
| Equador             | 283 560 km²   | 17 643 000            |      | [ 10 ]        |
| Ilhas Malvinas*     | 12 173 km²    | 3 500                 |      | [ 11 ]        |
| Guiana Francesa*[D] | 91 000 km²    | 299 000               |      | [ 13 ] [ 14 ] |
| Guiana              | 214 999 km²   | 787 000               |      | [ 15 ]        |
| Paraguai            | 406 750 km²   | 7 133 000             |      | [ 17 ]        |
| Peru                | 1 285 220 km² | 32 972 000            |      | [ 19 ]        |
| Suriname            | 163 270 km²   | 587 000               |      | [ 21 ]        |
| Uruguai             | 176 220 km²   | 3 474 000             |      | [ 22 ]        |
| Venezuela           | 912 050 km²   | 28 436 000            |      | [ 23 ]        |

## Economia
| País                | Moeda               | PIB (PPC) (2021 pelo FMI em milhões de US$) | PIB (PPC) per capita[A] (2021 est. em US$) | Notas         |
| ------------------- | ------------------- | ------------------------------------------- | ------------------------------------------ | ------------- |
| Argentina           | Peso Argentino      | 1 050 000                                   | 23 232                                     | [ 3 ]         |
| Bolívia             | Boliviano           | 105 030                                     | 8 998                                      | [ 5 ]         |
| Brasil              | Real                | 3 440 000                                   | 16 184                                     | [ 6 ]         |
| Chile               | Peso Chileno        | 522 790                                     | 27 348                                     | [ 8 ]         |
| Colômbia            | Peso Colombiano     | 812 800                                     | 15 974                                     | [ 9 ]         |
| Equador             | Dólar americano     | 204 710                                     | 11 603                                     | [ 10 ]        |
| Ilhas Malvinas*(RU) | Libra das Malvinas  | 344                                         | 98 286                                     | [ 11 ]        |
| Guiana Francesa     | Euro                | 5 109                                       | 17 087                                     | [ 13 ] [ 14 ] |
| Guiana              | Dólar guianense     | 19 330                                      | 24 562                                     | [ 15 ]        |
| Paraguai            | Guarani             | 100 910                                     | 14 147                                     | [ 17 ]        |
| Peru                | Nuevo sol           | 453 650                                     | 13 759                                     | [ 19 ]        |
| Suriname            | Dólar do Suriname   | 10 240                                      | 17 240                                     | [ 21 ]        |
| Uruguai             | Peso uruguaio       | 84 570                                      | 24 344                                     | [ 22 ]        |
| Venezuela           | Bolivar Venezuelano | 142 420                                     | 5 008                                      | [ 23 ]        |